# 奧利弗·崔斯特
奧利弗·崔斯特（英語：Oliver Twist），英國作家查爾斯·狄更斯小說《孤雛淚》的主角，是名孤兒，歷經了一系列悲慘的遭遇，最終被善心人士布朗羅先生收養。

## 生平
奧利弗出生時母親在分娩時不幸過世，教區執事本伯先生為他取名為「奧利弗·崔斯特」。奧利弗從小就被送去給曼恩太太寄養，直到年滿九歲時被移送至濟貧院。濟貧院對孤兒們非常苛刻只給他們少許薄粥吃，一次奧利弗大膽地向院長要求多一點粥卻遭到嚴厲的處分，濟貧院的委員會認為奧利弗是個麻煩想出辦法將他送走。於是奧利弗成為禮儀師索爾伯利先生的學徒，一段時間後葬儀社的另名男孩諾亞出言污辱奧利弗的母親，奧利弗忍不住痛打對方結果被索爾伯利先生挨打一頓。奧利弗受不在這裡的遭遇於是出逃到倫敦。
在倫敦，奧利弗被綽號「機靈鬼」的男孩傑克·道金斯帶入猶太老頭費金的竊盜團體，天真的奧利弗本來樂意與他們在一起，直到他見到機靈鬼與查理·貝茲向專心看書的布朗羅先生行竊後，才明白他們幹的是什麼勾當。奧利弗被群眾誤認是小偷，送往警局，多虧布朗羅先生出面澄清，並將受傷的奧利弗帶回家照護。奧利弗痊癒後，在一次出外時再度被比爾·賽克斯給捉至費金。賽克斯打算利用奧利弗來行竊，他與同夥托比·克拉基特挾持奧利弗欲進入梅里老夫人的家結果被僕人發現，奧利弗被子彈打傷，兩名竊賊便把他拋下。隔日奧利弗被梅里老夫人一家與醫生共同照料著逐漸痊癒然後將蘿絲·梅里視為自己的姊姊。
另一方面，奧利弗同父異母的哥哥蒙克斯為了要謀害奧利弗欲與費金合謀。南茜探聽到他們的計畫於是告訴蘿絲·梅里。蘿絲聯繫布朗羅先生等人成功揭穿費金的竊盜團體。奧利弗的身世也被揭露，蘿絲·梅里竟是他的親阿姨。奧利弗被布朗羅先生收養，依舊與梅里一家保持著緊密聯繫。

## 原型
歷史學家約翰·沃勒（John Waller）認為，奧利弗·崔斯特的原型是羅伯特·布林科。身為孤兒的羅伯特·布林科從小就在紡織廠當童工，其遭遇與虛構角色奧利弗·崔斯特有類似之處。

## 改編

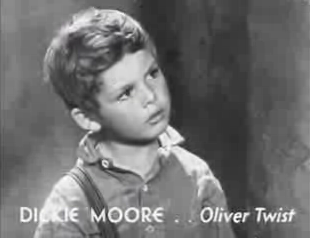
1933年電影《孤雛淚》中的奧利弗·崔斯特。

在1933年電影《孤雛淚》，由迪基·穆尔飾演。
在1988年的迪士尼動畫《奧麗華歷險記》中，奧利弗（喬伊·羅倫斯配音）被描繪成一隻姜橙虎斑小貓。故事背景也被改為美國紐約市，而非原著中的倫敦。
在2005年電影《孤雛淚》中，由巴尼·克拉克飾演。